# The Man Who Played Square
The Man Who Played Square er en amerikansk stumfilm fra 1924 instrueret af Alfred Santell.

## Medvirkende
- Buck Jones som Matt Black
- Wanda Hawley som Bertie
- David Kirby som Piggy
- Ben Hendricks Jr. som Spangler
- Hank Mann
- Howard Foster som Spoffard
- William Scott som Steve